# Miševići (Nova Varoš)
Miševići (Servisch cyrillisch Мишевићи) is een plaats in de Servische gemeente Nova Varoš. De plaats telt 112 inwoners (2002).